# آرنولد سوینسکی
آرنولد سوینسکی (انگلیسی: Arnold Sowinski; زاده ۱۷ مارس ۱۹۳۱ – درگذشته ۲ آوریل ۲۰۲۰) بازیکن فوتبال اهل فرانسه بود.
از باشگاه‌هایی که در آن بازی کرده‌است می‌توان به باشگاه فوتبال لانس اشاره کرد.
وی در ۲ آوریل ۲۰۲۰ بر اثر ابتلا به کرونا درگذشت.